# Psychoda usitata
Psychoda usitata är en tvåvingeart som beskrevs av Quate 1963. Psychoda usitata ingår i släktet Psychoda och familjen fjärilsmyggor. Inga underarter finns listade i Catalogue of Life.